# Педагогический институт Московского университета
Педагогический институт (1804—1858) — учебное заведение в составе Императорского Московского университета.

## История
Педагогические институты были учреждены при университетах по Положению Министерства народного просвещения об устройстве училищ (24.01.1804). В уставы императорских университетов Московского, Харьковского и Казанского, вышедшие в 1904 году, была включена особая глава об этих институтах. Педагогические институты при университетах наряду с Главным педагогическим институтом в соответствии с Уставом 1804 имели целью подготовку учителей для гимназий и уездных училищ университетского учебного округа, а также образование новых преподавательских кадров самого университета. Предшественником Педагогического института при Московском университете была Учительская (педагогическая) семинария.
По Уставу в институт зачислялись, как правило казённокоштные студенты, успешно сдавшие экзамен на получение степени кандидата. По штату Московского университета приём в институт предусматривал 12 кандидатов. После пребывания в течение трёх лет в институте кандидаты должны были сдать экзамен, по результатам которого они или могли получить степень магистра и могли дальше готовиться к занятию университетских кафедр, или определялись учителями в окружные училища. Выпускники педагогического института давали обязательство перед Министерством народного просвещения, что прослужат на своих должностях не менее 6-и лет 
Университетский устав 1835 года ограничил задачи Педагогического института только подготовкой учителей для гимназий и уездных училищ. В институт зачислялись 20 казённокоштных студентов по конкурсу из воспитанников гимназий (а также, при наличии мест — из своекоштных студентов).
Институт управлялся директором, выбиравшемся Советом университета из числа ординарных профессоров. На директоре лежало полное руководство учебным процессом в институте: составление плана занятий, подбор учебной литературы, обучение «преподавательскому искусству».
Директора института:
- 1811—1815 — А. М. Брянцев,
- 1815—1820 — Р. Ф. Тимковский.

Университетские профессора тех предметов, которые включались в учебный план института, обязаны были не менее одного часа в неделю посвящать занятиям с кандидатами, кроме того, в институте преподавали адъюнкты и магистры университета.
Институт был упразднён (1858) решением Министерства народного просвещения в связи с реорганизацией системы подготовки учителей при российских университетах. Педагогические институты были признаны не достигающими цели, и вместо них были учреждены при университетах педагогические курсы (1860), на которые могли поступать лишь молодые люди с университетским образованием.